# Крис Хироу
Крис Спрадлин (роден на 24 декември 1979) е професионален борец, по-известен под името Крис Хироу (на английски Chris Hero). Той е състезател в много независими промоции, включително IWA: Mid-South, CZW, CHIKARA Pro-Wrestling, ROH и JAPW, както и в Pro Wrestling NOAH в Япония.

## Кариера
След дипломирането си в гимназия Нортмънт в Клейтън, Охайо, Крис решава да се обучава за професионален борец през лятото на 1998 г. След начални тренировки в Мидълтаун, Охайо, Спрадлин дебютира на 12 септември 1988 в Зения, Охайо, срещу Шон „Сърдечния пулс“ Халси в компанията UCW (United Championship Wrestling). Тъй като Спрадлин носи като екип фланелка с надпис „женобиец“, той започва да използва псведонима „Женобиеца“ (Wife Beater). Той продължава да използва образа на Женобиеца, докато една женска група, обидена от него, не организира бойкот на едно шоу с участието на Спрадлин в Плейтвил, Уисконсин. Образът му е дискусиран на шоуто „Политически неправилно“, въпреки че Спрадлин не бива споменат по име. След като Спрадлин участва в поредица семейни шоута на NWA West Virginia/Ohio, той сменя името си на Крис Хироуу. Той изиграва последния си мач като Женобиеца през 2000 г. Понякога зрителите бъркат професионалния борец Мат Принц, който се бори в Combat Zone Wrestling (CZW) под името „Wifebeater“, с образа Wife Beater на Крис Хиро; особено защото и двамата са бивши борци от CZW. Нито той, нито образа му са свързани с Хиро.

### Тренировки
Първоначалните тренировки на Крис в Мидълтаун, Охайо са под наблюдението на малкия собственик на компания Гари Гофинет. Гари притежавал промоция, наречена OCWA от 1997 до 1998 г. Крис тренира известно време заедно с приятеля си, Адам Газий, известен като Снежния човек (The Sasquatch), под крилото на борец на име Бо Дейшъс. Бо е трениран от Чарли Фултън и Чудовищната фабрика. Училището OCWA затваря врати през ноември 1998 г.
По предложение на Брайън Ворман (Мат Страйкър), Хиро продължава тренировка в HWA Main Event Wrestling Camp-а на Лес Тачър в Синсинати, Охайо между май 1999 и ноември 1999 г.
През декември 1999, той пътува до Окала, Флорида, за да тренира под крилото на Дори Фънк, мл. в училището по професионална борба Funkin’ Conservatory.
През 2000 г., Хироу започва да работи в Индиана за Independent Wrestling Association: Mid-South (IWA:MS), където получава допълнително обучение от Иън Ротен. В следващите години, Крис прекарва дълго време в работа с Трейси Смотърс в шоутата на IWA:MS и той обявява Смотърс за свой истински ментор.
През октомври 2002 г., Хироу посещава лагера по борба на Blue Bloods, управляван от английските борци Дейвид Тейлър и Уилям Ригал и ирландския борец Дейв Финли.
През юли 2003 г., CHIKARA довежда Хорхе „Скейд“ Ривера от салона Ториумон на Ултимо Драгон в град Мексико, за да изнесе специални уроци по луча либре. Хироу участва в тренировките и добавя изцяло нов стил в репертоара си. Крис посещава сесиите на „Скейд“ в Минесота, Пенсилвания и град Мексико от 2003 до 2006 г.

### Независимата кеч асоциация
Хироу дебютира за IWA:MS на 1 юли 2000 г., със загуба срещу Хари Палмър. В първата му година в промоцията, той печели ежегодния турнир Sweet Science 16 (сега известен като TPI, или Ted Petty Invitational), побеждавайки Колт Кабана, Американския кикбоксьор, Ейс Стийл и Хари Палмър; неуспешно предизвиква Сабу за Световната титла на NWA на „Bloodfeast 2000“. Хироу навлиза във вражда със Самоубийственото Хлапе, Американския Кикбоксьор, Марк Улф и Ръгби Разбойника.
През 2001 и 2003, Хироу навлиза в жестока вражда срещу СМ Пънк.
На 21 октомври 2001 г. в Чарлзсаун, Индиана, Хироу печели титлата на IWA:MS в тежка категория от Ръгби Разбойника. Той държи титлата до 5 декември същата, година, когато я губи от СМ Пънк. Той връща титлата си на 12 юли 2002 г. в Кларксвил, Индиана, побеждавайки Колт Кабана и я губи от „M-Dogg 20“ Мат Крос на 5 октомври. Хироу печели титлата трети път на 7 февруари 2003 г., туширайки СМ Пънк в мач, продължил над 90 минути. Третото му царуване приключва на 7 юни, когато губи от Марк Улф. Той връща титлата в мач срещу Дани Даниелс на 12 юли 2003 г., след като Улф вакантира титлата. Хироу я губи за четвърти и последен път от Дани Даниелс на 2 август същата година.
По време на есента на 2005 г., Хироу и Арик Кенън продължават враждата си, започнала преди години в IWA:MS. Накрая, Хиро става heel (зъл образ в кеча), след като бива елиминиран от Кенън на втория рунд на TPI 2005. По-късно той обръща гръб на Ротен, учениците си Трик Дейвис, Мики Кокалчетата, Брайс Ремсбург и всички, които дотогава са му били приятели. Тогава Хиро унищожава титлата в тежка категория на IWA:MS.
Той е единственият борец, състезавал се и в шестте TPI/Sweet Science 16 събития. В края на 2005 г., той печели 3-тия ежегодишен Revolution Strong Style турнир, побеждавайки Necro Butcher на финала.

### Чикара
През май 2002 г., на събитие на CHIKARA, Хиро се съюзява със СМ Пънк и Колт Кабана, образувайки Златната Бонд Мафия, за да се изправят срещу Отряда на Черните Фланелки: Безразсъдния Младеж, Майк Куакенбуш и Дон Монтоя. През юли 2003 г., се създава отборът на Крис Хироу и Майк Куакенбуш – „Суперприятелите“. Те побеждават представителите на Ториумон Скейд и Койчиро Арай в първия рунд на Tag World Grand Prix 2003, после се борят до равен резултат със Swiss Money Holding, елиминирайки и двата отбора от турнира.
През юли 2004 г., Хироу се мести в Пенсилвания, за да работи с Майк Куакенбуш в Chikara Wrestle Factory. През април 2005 г., училището се премества от Алънтаун, Пенсилвания, в бившата ECW арена във Филаделфия. Училището бива преименувано CZW/Chikara Wrestle Factory и е управлявано от Куакенбуш, Хироу и Хорхе „Скейд“ Ривера.
През февруари 2005 г., Суперприятелите достигат финалите на Tag World Grand Prix. Късно в мача, Хироу предава Куакенбуш и формира съюз с Клаудио Кастагноли и Арик Кенън. По-късно тримата се именуват „Кралете на кеча“. Фракцията на Хироу враждува с тази на Куакенбуш и съюзниците му през почти цялата 2005 г. В края на „сезона“ на CHIKARA, Кенън напуска групата, оставяйки Хироу и Кастагноли като останалите „Крале на кеча“. На откриването на CHIKARA сезона през 2006 г., Хироу и Кастагноли побеждават Еквинокс и Хидра, Суми Сакаи и РАНМАРУ, Северния Звезден Експрес, Hallowicked и Delirious, и накрая отбор Драконова врата, за да станат първите CHIKARA Campeones de Parejas.
На 17 ноември 2006 г., на шоу на Chikara в Рийдинг, Пенсилвания, Хироу и Кастагноли губят отборните титли на Chikara от Отбор F.I.S.T. (Икарус и Гран Акума) в мач с 2 от 3 победи. След мача, Хироу и F.I.S.T. се обръщат срещу Кастагноли, пребивайки го и започвайки нова вражда.
На завръщането на сеозна на CHIKARA през февруари за турнира King of Trios, Хироу трябвало да се съюзи с Team F.I.S.T. Ала вместо това, Хиро прави своя дебют в Япония в Pro Wrestling NOAH. Затова се заявява, че F.I.S.T. не са искали Хироу в отбора си. Вместо това те вземат Чък Тейлър като новия член на „Кралете на кеча“.
От друга страна, Крис Хироу получава нова цел, когато се завръща в CHIKARA през март 2007 г. След като Клаудио Кастагноли побеждава поредица противници и тръгва да отмъщава на бившия си партньор, Хироу решава, че иска да си върне контрола над Клаудио. На априлския турнор на CHIKARA – „Rey De Voladores“ – Хироу се изправя срещу Кастагноли в отделен мач, в който победителя получава контрол над загубилия. Майк Куакенбуш е специален съдия в мача. Крис Хироу печели мача и сега Кастагноли е неволно под контрола му.
Хиро се изправя срещу „Светкавицата“ Майк Куакенбуш на 26 май на шоуто „Aniversario“ в мач, градец цели две години. Мачът получава заглавието „Long Time Coming!“ и Куакенбуш побеждава Хироу с новия си финишър, CHIKARA Special.

### Combat Zone Wrestling
През май 2002 г., Хироу дебютира в Combat Zone Wrestling срещу Рукус в мач с лош завършек. Той води втори мач по-късно през годината, който също се превръща в провал. Хироу се завръща в CZW за трети път през есента на 2003 г. и този път си осигурява редовно място в ростера. Обявявайки себе си „Спасителя на CZW“, Хироу побеждава Джими Рейв на 1 май 2004 г., за да стане Ironman шампиона на компанията. Той става най-дълго царуващия Ironman шампион, преди да изгуби титлата си от B-Boy на последното събитие на годината в CZW, „Cage of Death“, на 11 декември 2004 г. Хироу взима Клаудио Кастагноли и Блекджек Марсиано като свои „Малцина довереници“, но скоро след това Марсиано се оттегля от кеча, оставяйки Хироу и Кастагноли като отбор по двойки и те се наричат „Кралете на кеча“. На 10 септември 2005 г., двамата побеждават Коравите Луди Копелета (Necro Butcher и Тоби Клайн), за да станат отборни шампиони на CZW. Хироу и Кастагноли ги защитават в продължителна вражда с Еди Кингстън и останалата част от фракцията BLK OUT. Макар Хироу и Кастагноли да губят титлите от Еди Кингстън и Жокера през февруари 2006 г., враждата с BLK OUT продължава.
На 13 май 2006 г., Крис Хироу трябва да участва в Best of the Best турнира, ала той дава мястото си на световния шампион на CZW – Рукус, който му обещава мач за титлата като отплата. Когато Рукус печели турнира, Хироу веднага се възползва от обещания мач, за да спечели Световната титла на CZW. Хироу я защитава успешно срещу Клаудио Кастагноли и Necro Butcher. На „Down with the Sickness 4-Ever“, Еди Кингстън приема предизвикателство на Хироу и го тушира, за да стане новият световен шампион.
На 14 октомври 2006 г., Кралете на кеча побеждават 3 други отбора, за да спечелят вечерния турнир на шоуто „Last Team Standing“ и да станат двукратни CZW шампиони по двойки. Те побеждават Team Masturbation (Бийд Уелингтън и Екскалибур) в първия рунд, BLKOUT (Рукус и Човешкото Торнадо) във втория и Джъстис Пейн и Човешкото Торнадо (заместващ Ник Гейдж, който напуска сградата преди мача) в третия.
На 7 април 2007 г., на „Out with the Old, in With the New“, Хироу се изправя срещу Еди Кингстън в мач, където загубилия трябва да напусне CZW. Хироу губи посредством Ласо от Кингстън и след мача дава последна реч пред тълпата. След това собственика на CZW Джон Зандиг излиза и благодари на Хироу за всичко, което е направил за компанията, включително и за войната срещу Ring Of Honor. Кингстън отказва да стисне ръката на Хироу и напуска залата, пренебрегвайки плана Зандиг да му нанесе Ласо. Кингстън бива уволнен на мига.

### Ring of Honor
През голяма част от 2006 г., Хироу води вражда срещу цялата промоция на Ring of Honor. Тя започва след предизвикателството на CZW на „Cage of Death 7“ през декември 2005 г. На „Hell Freezes Over“ Хироу се изправя срещу тогавашния шампион на ROH – Брайън Даниелсън, – но губи мача. След това той и Necro Butcher правят различни появи в събития на ROH. С тази вражда Хироу става на heel. Според него, „2006 г. ще бъде за унищожение“ и макар да е heel в ROH, той остава face (добър образ в кеча) в CZW. Враждата приключва в бившата ECW арена във Филаделфия на 11 март, където и двете промоции оглавяват събитието в двойно шоу („Arena Warfare“ на ROH и „When 2 Worlds Collide“ на CZW). Събитието е именувано „Arena Warfare“. Това е вдъхновено, след като Хироу, Necro и съблекалнята на CZW нападат на шоуто „ROH’s 4th Anniversary“ на 25 февруари.
Макар Хироу да не участва в „Arena Warfare“, CZW побеждава. След като главния мач на ROH не става както е планиран, съблекалнята на CZW напада Самоа Джо и BJ Уитмър. Това води до побой между двата ростера и Уитмър бива измъчван от ростера на CZW, след като те прогонват този на ROH.
Хироу и Necro Butcher се появяват на „Best In The World“ на 25 март в Ню Йорк, за да отговорят на предизвикателство, отправено от Адам Пиърс. Те го пребиват, но в изненадващ развой на събитията, дългогодишния партньор, приятел и ученик на Хироу, Клаудио Кастагноли, се обръща срещу Хироу и Некро и спасява Пиърс. Клаудио ги прогонва, докато крещи „Fuck CZW!“
На следващия уикенд, 30 март и 1 април в Детройт и Чикаго, Хироу и Некро отново се намесват по време на шоутата на ROH. Те пребиват и контузват председателя на ROH Джим Корнет, заедно с Уитмър и Пиърс. Те най-сетне привличат вниманието на Самоа Джо, който обяви лична война на CZW в Детройт. На 22 април, на стотното издание на ROH във Филаделфия, отбор на ROH (Джо, Уитмър и Пиърс) се изправя срещу отбор на CZW (Хироу, Некро и Super Dragon).
Хироу влиза в 100-тното издание на ROH в дома им в Националната Стража и заявява, че не е незапознат с това да го изправят срещу твърде много противници и че не е непознат с това да бъде „всеки човек“. Той застава в района с фенове на CZW и заявява, че тези хора са „неговата армия“. Отборът на Хироу, Некро и Супер Дракон побеждават в главния мач на ROH vs. CZW в една изключително хаотична битка. Адам Пиърс от ROH бива туширан след като Клаудио предава ROH и помага на Хироу да нанесе Hero’s Welcome на Пиърс за победата. Клаудио прегръща Хироу и празнува заедно със Зандиг, отбора на CZW и публиката на CZW, която крещи „мач на годината!“
Хироу повежда отбора на CZW в Клетката на Смъртта на шоуто „Death Before Dishonor IV“. Това е първата Клетка на Смъртта, проведена извън шоу на CZW. Хироу дразни всички, че е сключил сделка с пети човек, която обявява за „сделка с дявола“. По това време Хомисайд е вероятен кандидат, тъй като е включен в история с крайно раздразнение към компанията. Петият им човек обаче се оказва омразният враг на Хироу, Еди Кингстън. Въпреки че петият човек в отбора на ROH, Брайън Даниелсън, се обръща срещу Самоа Джо, за да го омаломощи преди мача им за титлата, отборът на ROH успява да прогони CZW, когато Хомисайд влиза в клетката и тушира Нейт Уеб за победата. Два дни по-късно е обявено, че войната е приключила.
През август 2006 г., отборните титли на ROH са откраднати и по-късно върнати на шампионите Остин Ейрис и Родерик Стронг. Хироу разкрива в журнала си, че той и Кастагноли са злосторниците и че ще ги предизвикат за тях на 16 септември. Те побеждават Ейрис и Стронг на „Glory By Honor V Night 2“, за да станат отборните шампиони на ROH. ROH обявява, че поради спечелването на титлите, Крис Хироу става редовен участник в компанията.
Въпреки това, след кратка вражда, Кралете на кеча губят титлите от Кристофър Даниелс и Мат Сайдел на „Dethroned“, на 25 ноември.
Кралете на кеча провеждат привидно последния си мач на 23 декември в Манхатън, когато биват победени от братята Бриско. След мача, Клаудио обявява, че няма да ходи в WWE и че остава в ROH като част от Кралете на кеча. Ала Лари Суини, който по това време е новият мениджър на Хироу, казва, че има големи планове за Хироу през 2007 г., а Клаудио не е включен в тях. Когато Хироу е принуден да избира между Клаудио и Суини, той стисва ръката на Клаудио, но тръгва след Суини.
След това, Хироу получава сравнителни успехи в самостоятелни мачове и вражди срещу Найджъл Макгинес и братята Бриско. Суини описва Хиро като „най-добрия атлет в ROH днес“ и най-високо профилирания член на Sweet ‘N’ Sour Incorporated, групата на Суини, включваща Крис Хироу, Танк Толанд, Боби Демпси и Сара Дел Рей. Въпреки това Хироу губи мач за световната титла срещу Хомисайд през януари, както и мач за отборните титли на братята Бриско, когато реформира за кратко Кралете на кеча.
На „Survival of the Fittest 2007“, Хироу постига чисто помитане, елиминирайки Остин Ейрис, Родерик Стронг, Клаудио Кастагноли, Роки Ромеро и Човешкото Торнадо в главния мач, за да спечели състезанието. Победата му гарантира мач за титлата, когато пожелае. Той избира да се бори за нея срещу настоящия шампион Найджъл Макгинес на „Glory By Honor VI Night 1“. Въпреки скорошната си контузия (разкъсан бицепс), МакГинес приема и успява да защити титлата.

### Pro Wrestling Guerrilla
Крис Хироу се бори и за Pro Wrestling Guerrilla, основана в южна Калифорния. Първата му поява е в турнира „Tango & Cash Inviational“, който ще предопредели кои ще бъдат първите PWG отборни шампиони. Той и партньора му, СМ Пънк, побеждават Месията и Кристофър Даниелс в първия рунд и братята Томасели във втория, но губят от Б-Бой и Хомисайд в третия рунд. Той прави следващата си поява девет месеца по-късно в жесток мач срещу Супер Дракон. На „All Star Weekend – Night One“ 2005 г., Хиро побеждава Крис Сейбин. По-късно същата вечер, Хиро предизвиква Кристофър Даниелс за TNA титлата в Х дивизията. Даниелс приема и побеждава Хироу на следващата вечер. Няколко месеца по-късно, на „Zombies Shouldn’t Run“, Даниелс отказва да заложи титлата си срещу Хироу и го побеждава в друг мач. На „After School Special“, Хироу се изправя срещу Джоуи Райън, за да определят кой е най-добрия техник на ринга. Хироу сякаш надвива Райън в мача, но Скот Лост се намесва и помага на Райън да спечели. Хироу побеждава Лост на следващото шоу. На Card Subject to Change 2, Хироу се съюзява с Клаудио Кастагноли, за да предизвика Супер Дракон и Дейви Ричардс за отборните титли. Те се борят 55 минути, но Дракон и Ричардс успяват да спечелят, след като Ричардс приземява Падаща звезда върху Клаудио. Хироу се състезава и в турнира Battle of Los Angeles 2006, но губи от Генки Хоригучи в първия рунд. Хироу и Кастагноли влизат и в турнира PWG’s DDT 4 за титлите на PWG, но губят още в първия рунд от братята Бриско. На Battle of Los Angeles 2007, Хироу отново пада в първия рунд, този път от стария си познайник Джоуи Райън със спорен край и дисквалификация. Понястоящем Хироу води вражда с Човешкото Торнадо.

### Total Nonstop Action Wrestling
Хироу се бори и в TNA през 2003 и 2004 г. Той пътува седмично заедно с Нейт Уеб и Дейв Празак до Нашвил, Тенеси, по поръчка на Бил Беренс. Хироу се бори в няколко издания на Xplosion и макар да не е бил включван в PPV-тата, той е включен на 22-ра карта на Крайбрежното издание на картите на TNA.

### Извън Щатите
Хироу е редовен участник в няколко европейски кеч промоции, най-отличителна от които е wXw в Есен, Германия. Той се е борил в тринадесет различни държави по света: Австралия, Австрия, Белгия, Канада, Англия, Франция, Германия, Италия, Япония, Мексико, Холандия, Шотландия и Швейцария.
През април 2007 г., Хироу се състезава в първия турнир на King of Europe Cup, като представител на CZW. Той побеждава Клаудио Кастагноли в първия рунд, но бива надвит от Дъг Уилямс във втория. Хироу спечели престижния интернационален турнир“16 Carat Gold” на Германската промоция Westside Xtreme Wrestling (wXw), побеждавайки Арес на финала.

## Кеч факти
- Коронни хватки
  - Геройско приветствие (Hero’s Welcome – търкалящ резец)
  - Супер Геройско приветствие (Super Hero's Welcome – търкалящ резец от въжетата)
  - Геройско приветствие: Шампионско издание (Hero’s Welcome Championship Edition – пожарникарска носилка в загребваща бормашина)
  - Ключа на палача(Hangman's Clutch – обърнат STF с крават (3/4 ключ на лицето))
  - Ключа на палача II (Hangman's Clutch II – обърнати кръстосани ръце с крават)
  - Ключа на палача III (Hangman's Clutch III – обърнат крават с ключ на крака)
  - Бесещ лицетрошач (Hangman's Clutch Facebuster – въртящ крават в седящ лицетрошач)
  - Детелината на Ривера (Rivera Cloverleaf – модифицирана детелина) – името е в прослава на един от треньорите си – Хорхе „Скейд“ Ривера
  - Кубчето на Рубик (Rubik's Cube – иконоклазъм с крават от електрически стол)
  - Геройско настъпване (Hero Stomp – двойно настъпване от въжетата)

- Патентовани хватки
  - Крават (Cravate – 3/4 ключ на лицето)
  - Краватотрошач (Cravate Buster – залязващ резец от крават на второто въже)
  - Краваторезец (Cravate Cutter – летящ вратотрошач)
  - Крават-О-Клазъм (Cravate-O-Clasm – иконоклазъм с крават)
  - Крават-плекс (Cravate-Plex – страничен суплекс с ключ на лицето)
  - Геройско ДДТ (Hero DDT – бързо ДДТ)
  - Геройски сандвич (Hero Sandwich – загребване в уранаги и гърботрошач)
  - Геройски сандвич II (Hero Sandwich II – минаване под краката на противник, скок над противника и преобръщане за туш)
  - Геройски ритник (Hero Sidekick – тичащ ботуш в лицето на опонент в ъгъла)
  - Топ кон Хироу (Topé con Hero – суисида/самоубийствено гмурване)

- Входна музика
- „A Certain Shade of Green“ от Incubus
- „Dead and Bloated“ от Stone Temple Pilots
- „Holding Out For A Hero“ от Bonnie Tyler
- „My Hero“ от Foo Fighters
- „It's A Bird, It's A Plane“ от Citizen Smith
- „Kryptonite]]“ от 3 Doors Down
- „Nobody's Real“ от Powerman 5000
- „Rock And Roll Part II“ от Gary Glitter

## Титли и постижения
- Alternative Championship Wrestling
  - ACW Heavyweight Championship (1 time)
- Chikara Pro Wrestling
  - 1-кратен Chikara Campeonado de Parejas – с Клаудио Кастагноли
- Coliseum Championship Wrestling
  - 3-кратен CCW Heavyweight шампион
  - 1-кратен CCW Tag Team шампион (1 time) – с Джон Сезар
- Combat Zone Wrestling
  - 1-кратен CZW World Heavyweight шампион
  - 1-кратен CZW Iron Man шампион
  - 2-кратен CZW World Tag Team шампион – с Клаудио Кастагноли
- Garage Professional Wrestling
  - 1-кратен GPW Heavyweight шампион
- Hard Core Wrestling
  - 1-кратен HCW Tag Team шампион – с Дани Блекхарт
- Impact Championship Wrestling
  - 1-кратен ICW Heavyweight шампион
- Independent Wrestling Association East-Coast
  - 1-кратен IWA East-Coast Heavyweight шампион
- Independent Wrestling Association Mid-South
  - 4-кратен IWA Mid-South Heavyweight шампион
  - IWA Mid-South Sweet Science 16 победител (2000)
  - IWA Mid-South Strong Style победител (2005)
- National Wrestling Alliance
  - 1-кратен NWA VW/OH Junior Heavyweight шампион
- NSWA
  - 1-кратен NSWA Heavyweight шампион
- Ring of Honor
  - 1-кратен ROH World Tag Team Championship – с Клаудио Кастагноли
  - 2007 Survival of the Fittest победител
- Unified Championship Wrestling
  - 1-кратен UCW Television шампион
- Violent Championship Wrestling
  - 2-кратен VCW Tag Team шампион
  - 2-кратен VCW Triple Threat шампион
- westside Xtreme wrestling
  - 1-кратен wXw World Heavyweight шампион
  - wXw 16 Carat Gold Tournament 2007 победител